# Daïra d’Aïn Kercha
La daïra d'Aïn Kercha est une daïra d'Algérie située dans la wilaya d'Oum El Bouaghi et dont le chef-lieu est la ville éponyme de Aïn Kercha.

## Localisation
La daïra est située a l'ouest de la wilaya d'Oum El Bouaghi.
|              | Aïn M'lila         | Sigus       |
| Souk Naamane | daïra d'Aïn Kercha | Aïn Fakroun |
|              |                    |             |

## Communes
La daïra est composéé de trois communes : Aïn Kercha, El Harmilia et Hanchir Toumghani.